# Diocesi di Tamada
La diocesi di Tamada (in latino: Dioecesis Tamadensis) è una sede soppressa e sede titolare della Chiesa cattolica.

## Storia
Tamada, forse identificabile con Aïn-Tamda nei pressi di Masqueray nell'odierna Algeria, è un'antica sede episcopale della provincia romana della Mauritania Cesariense.
Unico vescovo conosciuto di questa diocesi africana è Romano, il cui nome appare al 100º posto nella lista dei vescovi della Mauritania Cesariense convocati a Cartagine dal re vandalo Unerico nel 484; Romano era già deceduto all'epoca della redazione di questa lista. Morcelli attribuisce a questa sede anche Donato, episcopi Tanudaidensis, che appartiene invece alla diocesi di Tanudaia.
Dal 1933 Tamada è annoverata tra le sedi vescovili titolari della Chiesa cattolica; dal 13 maggio 2023 il vescovo titolare è Santos García, vescovo ausiliare di Monterrey.

## Cronotassi

### Vescovi residenti
- Romano † (prima del 484)

### Vescovi titolari
- José Ivo Lorscheiter † (12 novembre 1965 - 5 febbraio 1974 nominato vescovo di Santa Maria)
- Antônio Carlos Mesquita † (8 aprile 1974 - 6 marzo 1977 succeduto vescovo di Oliveira)
- Santos Abril y Castelló (29 aprile 1985 - 18 febbraio 2012 nominato cardinale diacono di San Ponziano)
- Aldo Giordano † (26 ottobre 2013 - 2 dicembre 2021 deceduto)
- Frank Leo (16 luglio 2022 - 11 febbraio 2023 nominato arcivescovo di Toronto)
- Santos García, dal 13 maggio 2023